# Rudolf Ringger

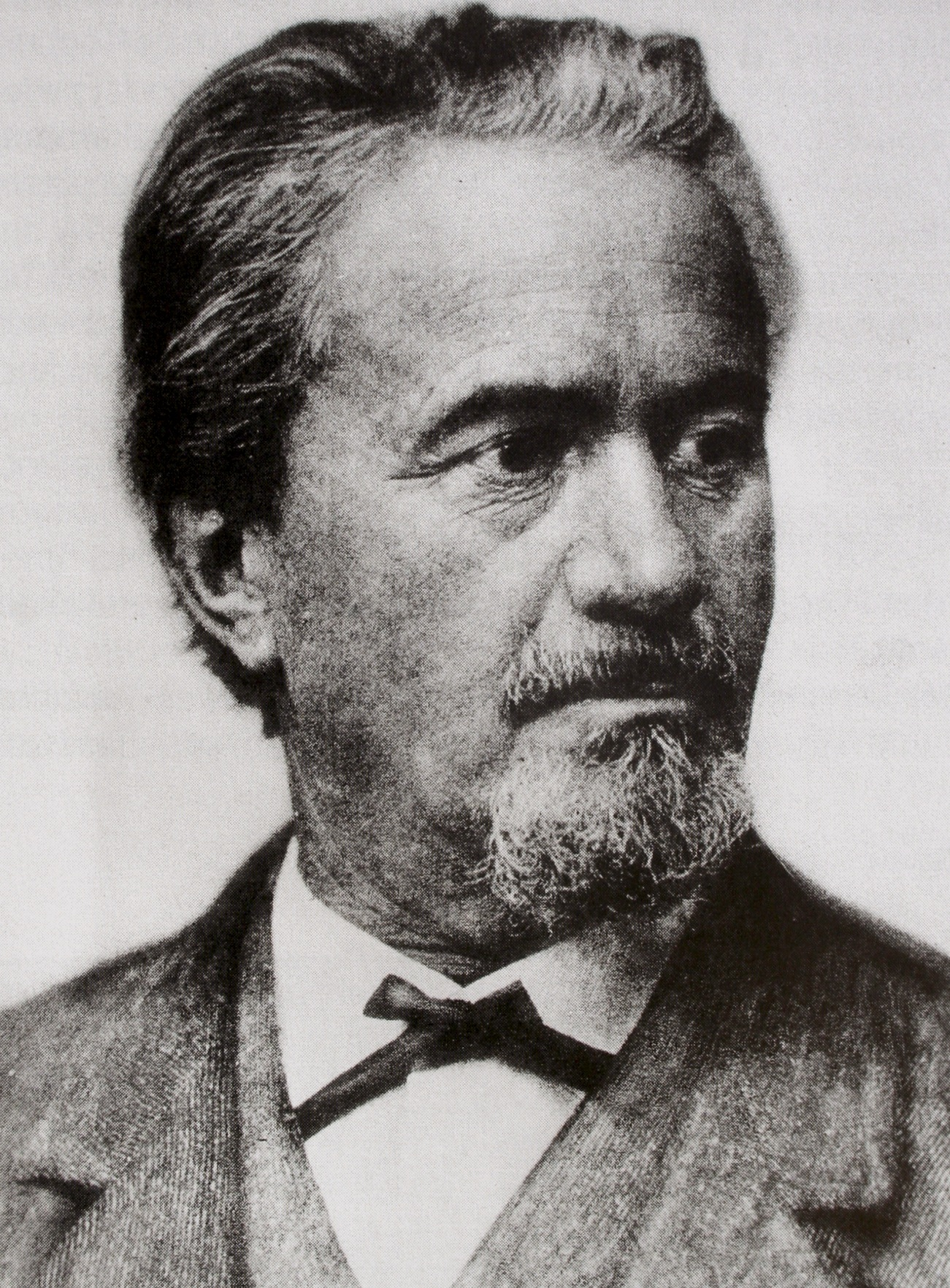
Rudolf Ringger im Alter von 60 Jahren

Johann Rudolf Ringger (* 17. Januar 1841 in Niederglatt; † 20. September 1908 in Küsnacht) war ein Schweizer Maler, Stahlstecher und Lehrer.

## Leben
Rudolf Ringger wurde als Sohn des Landwirts Rudolf Ringger (* 1814) im zürcherischen Niederglatt geboren. Nach dem Besuch der Sekundarschule im benachbarten Niederhasli vermittelte ihm sein Lehrer C. E. Müller im Frühling 1856 eine Lehrstelle beim Landschafts-Kupferstecher Caspar Huber (* 1825) in Zürich. Während seiner dreijährigen Lehrzeit besuchte Ringger Kurse im Ornamentzeichnen beim Architekten Julius Stadler (1855–1892) und im Figurenzeichnen bei Johann Conrad Werdmüller (1819–1892).
Ringgers erste eigenständige Arbeiten entstanden in Niederglatt. Für verschiedene Verleger zeichnete er Ansichten aus dem Kanton Zürich, dem Berner Oberland und dem Vierwaldstättersee. Sein Plan, ein «Album vom Zürichsee» herauszugeben veranlasste ihn, sich 1860 in Küsnacht niederzulassen. Das Album erschien 1862 im Selbstverlag, später wurde es vom Buch- und Kunsthändler Krüsi in Basel übernommen. Es enthält 21 Ansichten von Dörfern beidseits des Zürichsees sowie Ansichten der Stadt Zürich im Format 12,5 × 18,5 cm und ist eines der populärsten Werke Ringgers geworden.

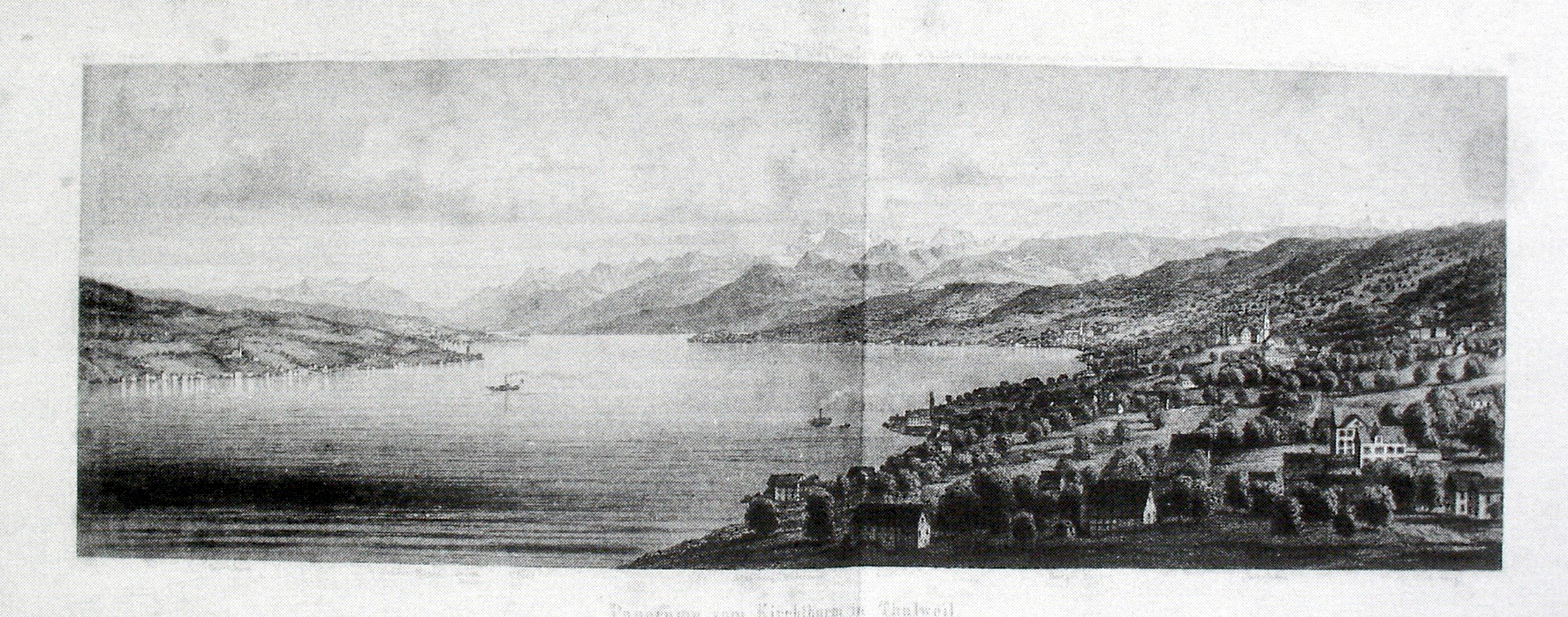
Thalwiler Panorama

Gleichzeitig arbeitete Ringger an «Panorama vom Turm der Kirche Thalwil aus gesehen» und «Panorama von der Hochwacht der Lägern aus gesehen». Letzteres sei «virtuos fein gestochen, unbestechlich präzis und in der Abfolge der Räume vom Vorder- bis zum fernsten Hintergrund von einer bewundernswerten Kontinuität und Stimmigkeit.»
Da die aufblühende Lithografie und etwas später die Fotografie den aufwändigen Tiefdruck zurückdrängten, bewarb sich Ringger als Zeichenlehrer an der jüngst in Küsnacht gegründeten Gewerbeschule. Um für die Aufgabe besser vorbereitet zu sein, belegte er von Oktober 1862 bis März 1864 Kurse an der Königlichen Bayerischen Akademie der Schönen Künste in München.
Nach seiner Rückkehr im August 1864 unterrichtete Ringger als Zeichenlehrer am Kantonalen Lehrerseminar, ab 1865 unterrichtete er neben dem Zeichnen auch Kalligrafie. Ringger war der letzte Lehrer, der am Seminar auf Lebenszeit gewählt wurde. Zusätzlich unterrichtete Ringger an der Knabensekundarschule in Zürich sowie am Institut Labhard in Männedorf.
Am 21. April 1868 heiratete Ringger Emilie Hofmann, die Tochter des Küsnachter Posthalters. Das Paar bekam sechs Kinder: 1869 Emilie Martha, 1871 Alwina Emilie, 1873 Reinhard Ernst, 1875 Heinrich Paul, 1879 Regula Frieda, 1884 Karolina Ida. Hedwig starb 1888 am Tag ihrer Geburt. Emilie und Heinrich starben durch Krankheit und Unfall in jugendlichem Alter. Für Reinhard Ernst, der Bäcker werden wollte, liess er 1901 an der Weinmanngasse ein Haus bauen, damals noch an der Peripherie des Dorfes. 1893 verzichtete Ringger auf das Bürgerrecht Niederglatts und wurde Bürger von Küsnacht.

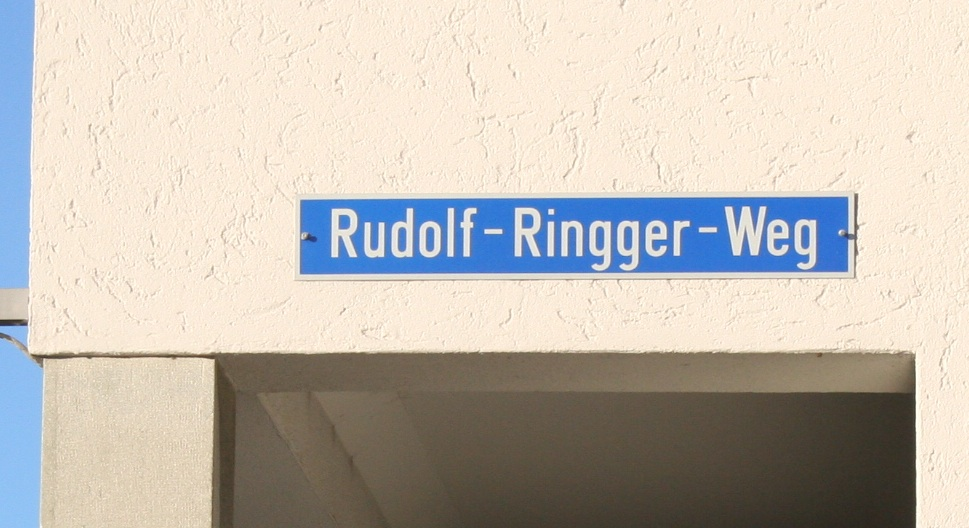
Rudolf-Ringger-Weg in Küsnacht

Als Lehrer setzte sich Ringger intensiv mit didaktischen und methodischen Fragen auseinander. Sein Unterricht beruhte auf jeder Stufe auf einem methodisch streng aufgebauten Plan. An seine Schüler stellte er hohe Anforderungen; er verlangte genaue Darstellung und saubere Ausführung bis ins letzte Detail. Wiederholt stellte er Schülerarbeiten aus, so etwa 1878 an der Weltausstellung in Paris und 1883 an der Landesausstellung in Zürich. 1881 erhielt er für ein Lehrmittel im Freihandzeichnen für die Volksschule der romanischen Schweiz den ersten Preis.
Zusammen mit dem Bieler Zeichenlehrer Max Häuselmann (1822–1891) gab Ringger bei Orell Füssli das «Taschenbuch für das farbige Ornament» heraus und zeichnete zusätzlich zur Lehrtätigkeit weiterhin für Zeitschriften und Postkartenverlage.
Rudolf Ringger verstarb nach zweitägiger Krankheit am 20. September 1908, vermutlich an den Folgen einer Lungenembolie. Zu seinem Gedenken wurde in Küsnacht ein Weg benannt.

## Bilder (Auswahl)

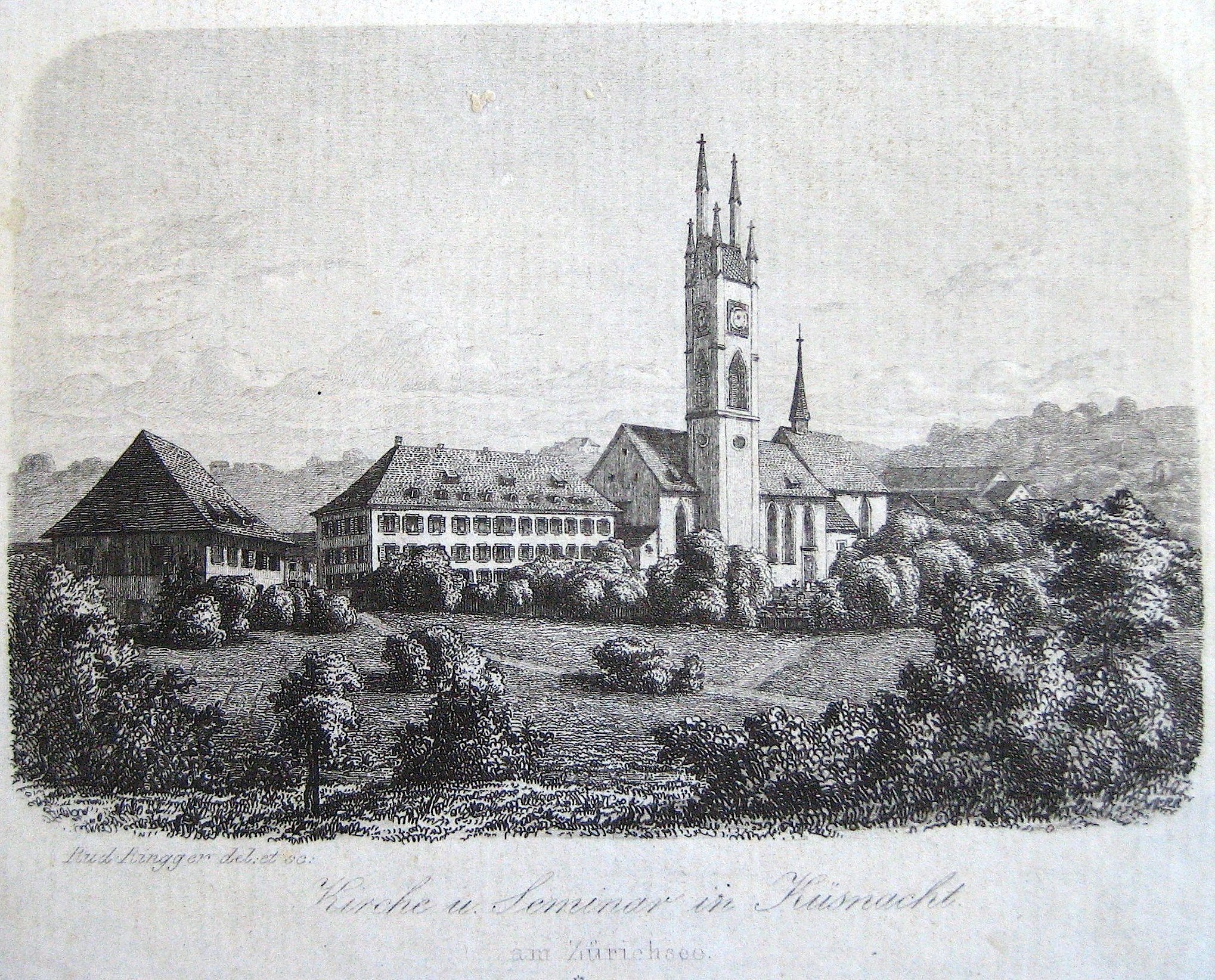
Kirche und Seminar Küsnacht
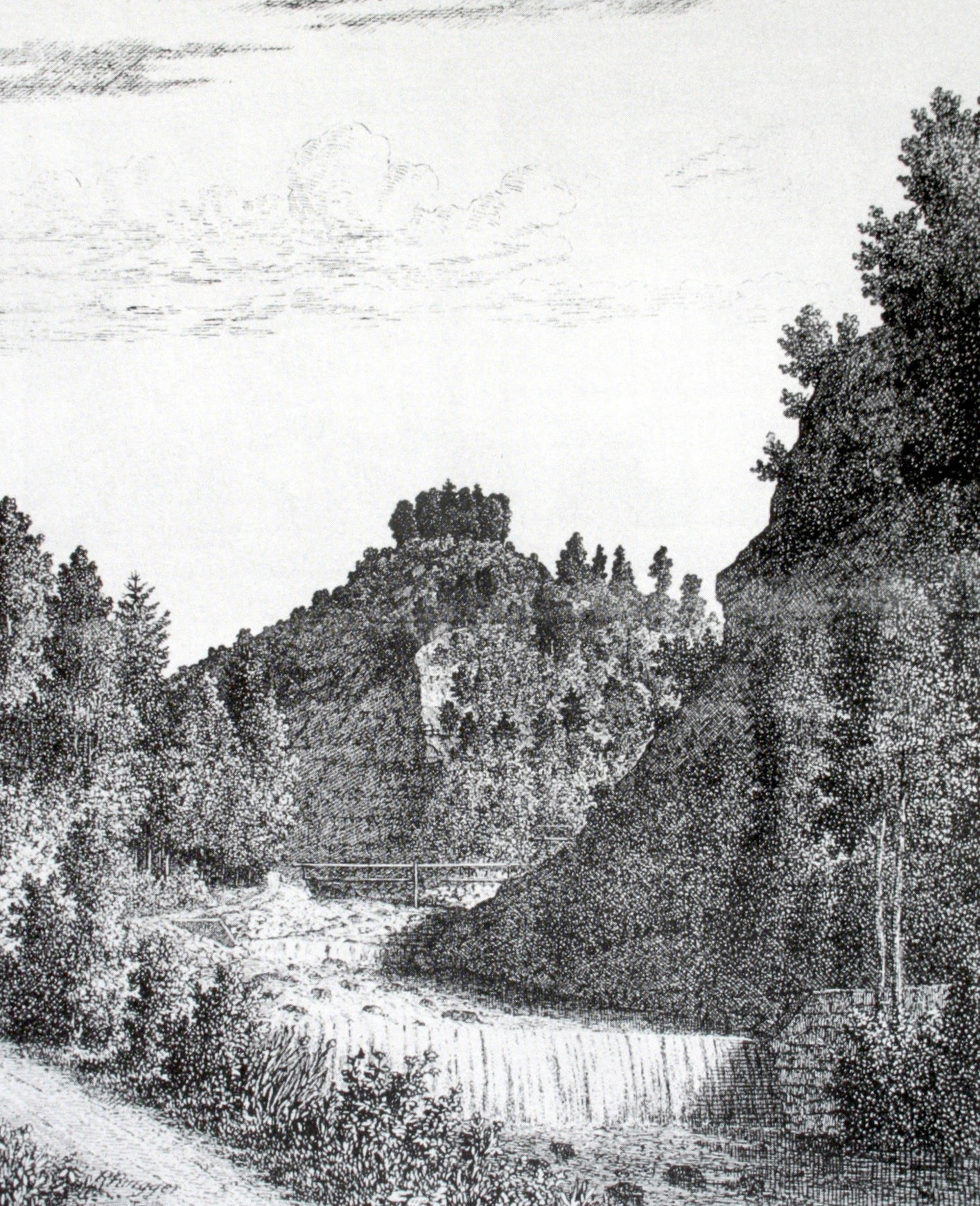
Burghügel Wulp bei Küsnacht
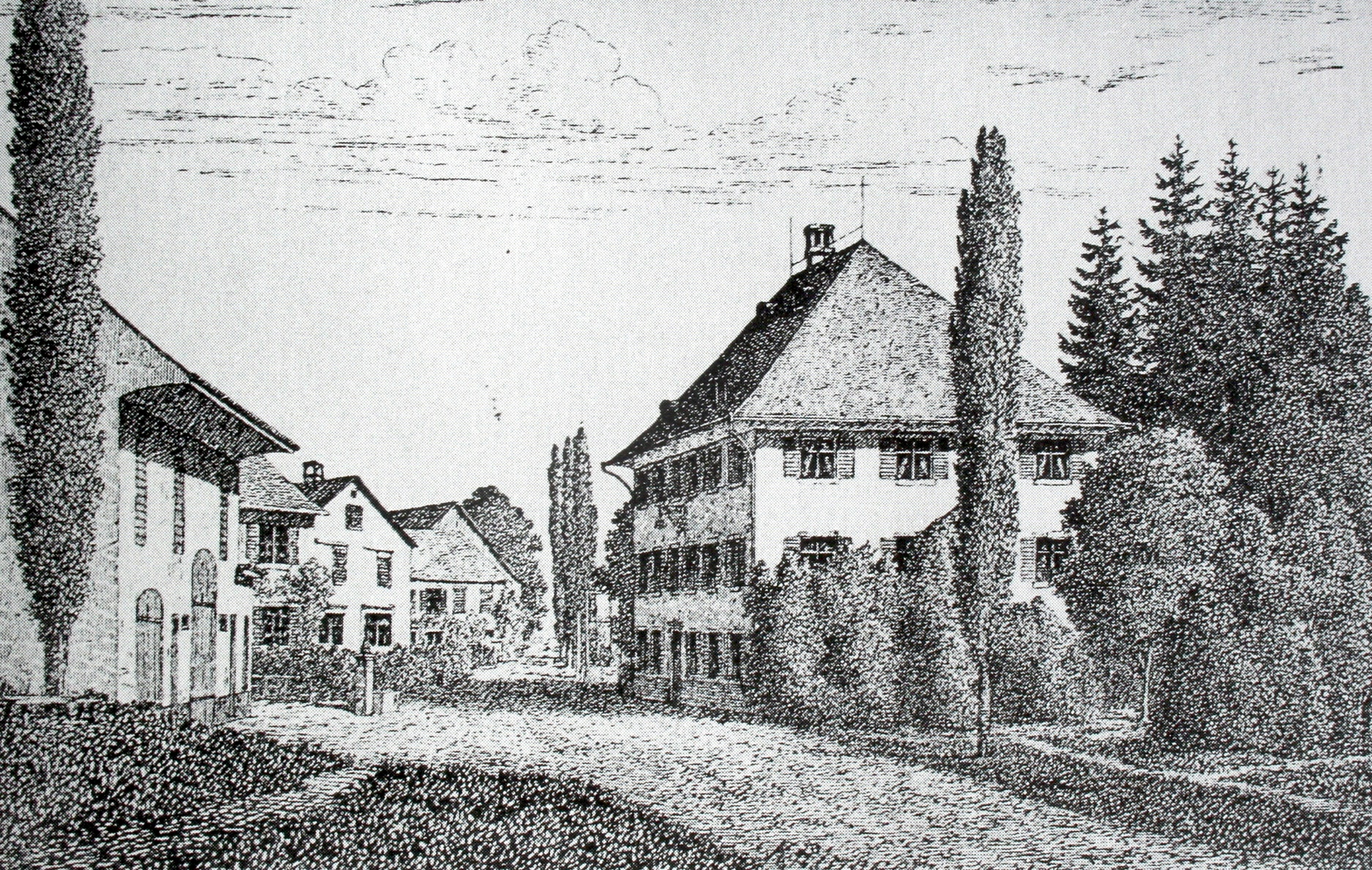
Gasthof «Krone» in der Forch bei Küsnacht
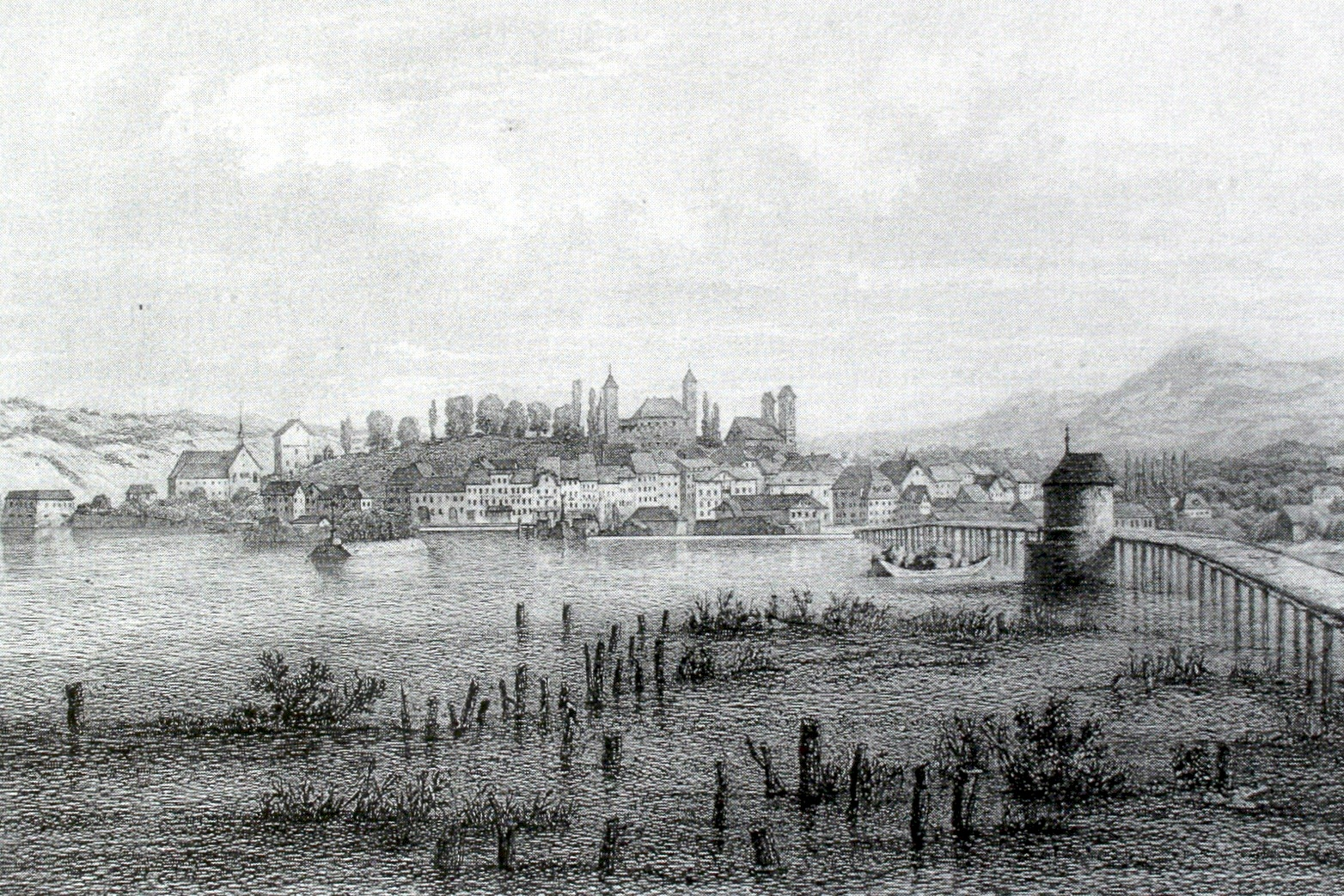
Ansicht von Rapperswil
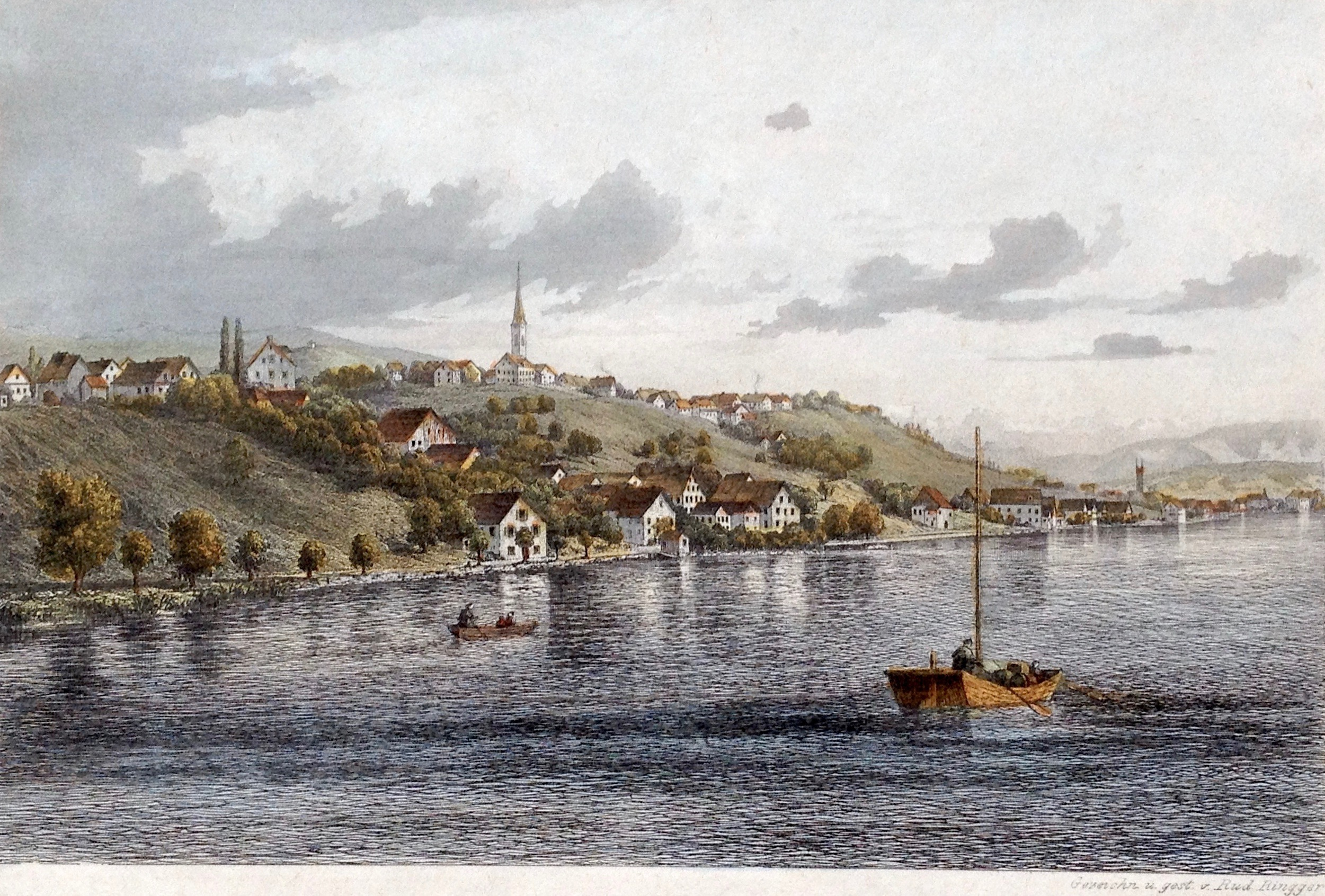
Zollikon, um 1860